# Constanza de Castro

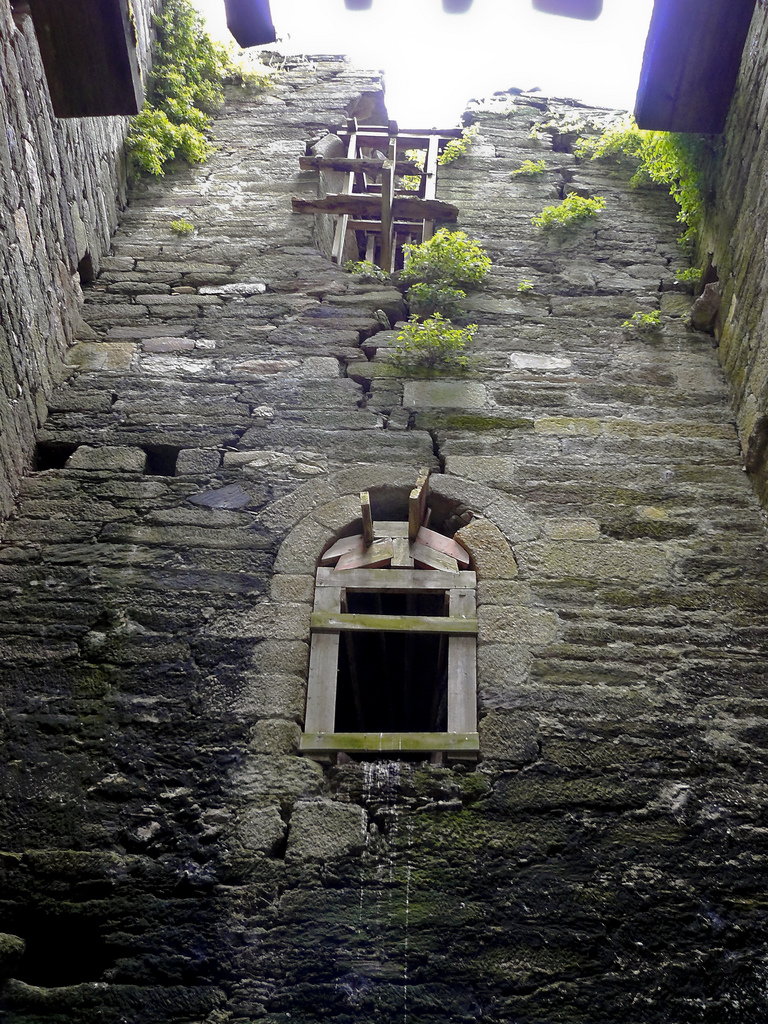
Torre Del Castillo De Caldaloba

Constanza de Castro (siglo XV) era hija de don Pero Pardo de Cela, perteneciente a uno de los linajes más importantes de Galicia. Estaba casada con don Fernán Arias de Saavedra. Pardo de Cela, su hija Constanza y su marido apoyaban al bando de Juana la Beltraneja contra los partidarios de Isabel de Castilla (más tarde Isabel la Católica). Hubo luchas entre los dos bandos. Pardo de Cela (que era Alcalde del ayuntamiento y su tierra y jurdiçon)  fue hecho prisionero en su propio castillo de A Frouxeira, por traición de algunos de sus vasallos. Su hija continuó la lucha junto con su marido durante once meses más desde el castillo de Caldaloba (en el municipio de Cospeito en la comarca de Tierra Llana de Lugo).